# Зуя (река)
Зуя́ (укр. Зуя, крымскотат. Zuya, Зуя) — река в Крыму, приток Салгира.

## Описание
Длина реки 49 км, площадь водосборного бассейна 421 км², уклон реки 15,4 м/км, среднемноголетний сток, на гидропосту Баланово, составляет 0,133 м³/с, в устье — 0,302 м³/с. Начинается на северных склонах Долгоруковской яйлы (Главная гряда Крымских гор), истоком реки считается родник Чабан-Суат (вытекающий из пещеры Ларисанина), расположенный на высоте 707 м. Впервые в литературе упоминается Н. А. Головкинским в сборнике «Памятная книга Таврической губернии» 1889 года
Р. Зуя начинается довольно сильным потоком из трещины на возвышенности Чобан-Суат
 Зуя течёт вначале в северном, в низовье — в северо-западном направлении, пересекает Внутреннюю и Внешнюю гряды Крымских гор. В верховье бассейна Зуи рельеф горный и крупнохолмистый, поросший лесом, в среднем течении местность холмистая, покрытая преимущественно кустарниковой растительностью, в низовье плавно переходящая в степь.
У реки 3 притока имеющих собственные названия: Бештерек длиной 41 км, впадает с левого берега на расстоянии 7 км от устья, Фундуклы (14,0 километра, впадает также слева в 29 километрах от устья) и Монтанай (14,0 километра, впадает справа в 25 километрах от устья), а также 6 безымянных притоков длиной менее 5 километров, в других же источниках встречаются названия впадающих балок: Акмаз, Коль, Матайская (Матай), Мулла-Коль-Су и Тав-Чуюнчи.

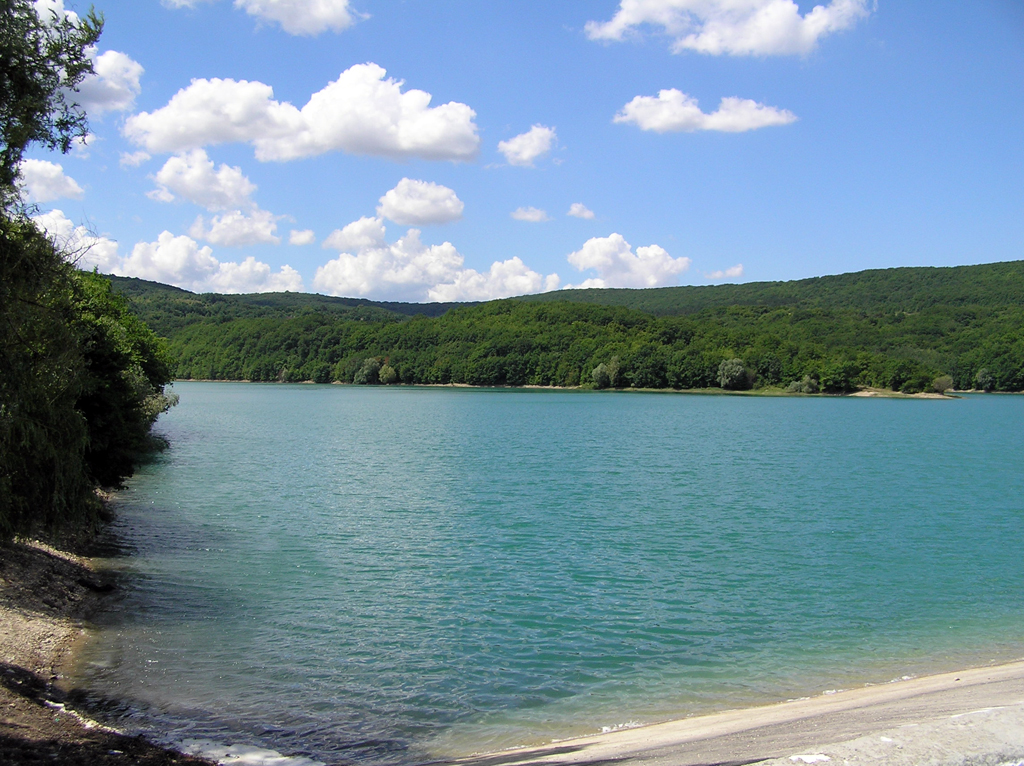
Балановское водохранилище

У села Барабаново в 1974 году река была перекрыта плотиной высотой сорок метров и образовано Балановское водохранилище (объём 5,7 млн м³). Ранее, с 1926 года у села Баланово действовал гидропост, закрытый в 1975 году в связи со строительством водохранилища.
Принято считать, что Зуя впадает в Салгир севернее села Новоандреевка Симферопольского района слева, в 133 км от устья, но, фактически, уже в начале XX века русло Зуи в этих местах представляло собой широкую, неглубокую и совершенно сухую канаву, а вешние и паводковые воды доходили лишь до пруда, сооруженного ниже села Нижний Бешаран, а у села Харитоновка (ранее Аджи-Кеч) какое-либо течение вовсе исчезает.
Как и большинство крымских рек, режим Зуи характеризуется летней меженью и зимне-весенним подъёмом уровня воды. Летом и осенью низовья рек пересыхают и вода может не достигать устья, водоохранная зона реки установлена в 100 м.

## Бештерек-Зуйский водозабор
На март 2021 года: возле села Клёновка продолжается строительство водозабора для улучшения водоснабжения Симферополя; первая очередь запущена 18 марта 2021 года.